# DrinkOrDie
DrinkOrDie (DoD) war eine Gruppe in der Warez-Szene und im Softwarepiraterie-Untergrund.
Sie war eine der älteren Gruppen der Szene und 1993 von den beiden Russen deviator und CyberAngel in Moskau gegründet worden. Ihren besonderen Status verdankte sie vor allem der unlizenzierten Verbreitung des Betriebssystems Windows 95 zwei Wochen vor dem offiziellen Verkaufstermin.
Im Rahmen einer internationalen Razzia gegen eine Vielzahl von Warezgruppen im Dezember 2001 (Operation Buccaneer) ermittelten auch das FBI, die US-amerikanischen Zollbehörde und des Justizministeriums der Vereinigten Staaten gegen DrinkorDie als eines der Hauptziele. Einige der gefassten DoD-Mitglieder waren Studenten, aber auch Angestellte in Softwarefirmen.
Zwei mutmaßliche Mitglieder wurden im Januar 2002 in Los Angeles wegen Verletzung des Urheberrechts angeklagt und die Gruppe zerschlagen. Der unter seinem Pseudonym eriFlleH (HellFire rückwärts geschrieben) bekannte John Sankus erhielt als einer von zwei Leadern von DoD eine Strafe von knapp vier Jahren Haft. Zuvor war bereits der Supplier von DoD Barry Erickson zu 33 Monaten Haft verurteilt worden.
Wie viele andere Warez-Gruppen war auch DoD nicht durch Geld, sondern durch Anerkennung anderer Gruppen motiviert.